# Lockheed Corporation
Společnost Lockheed Corporation byla ve své době největším dodavatelem leteckých armádních technologií ve Spojených státech amerických. V roce 1995 se Lockheed Corporation spojila s firmou Martin Marietta, a tak vznikla společnost Lockheed Martin.

## Počátky

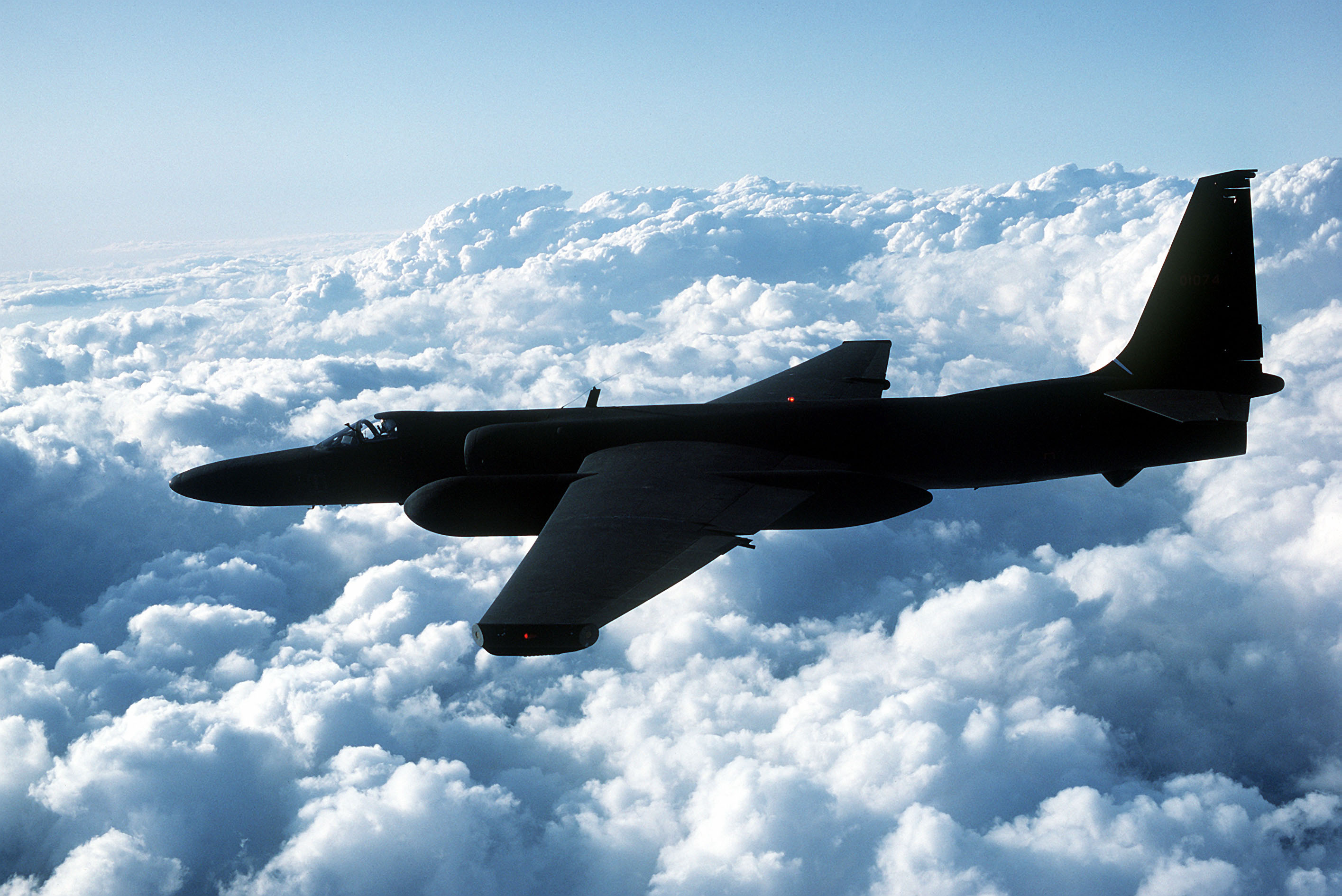
Letoun Lockheed U-2, začal létat od roku 1955 a poskytovat CIA velmi potřebné zpravodajské informace o zemích východního bloku. Na snímku je verze U-2R v konfiguraci Senior Spear

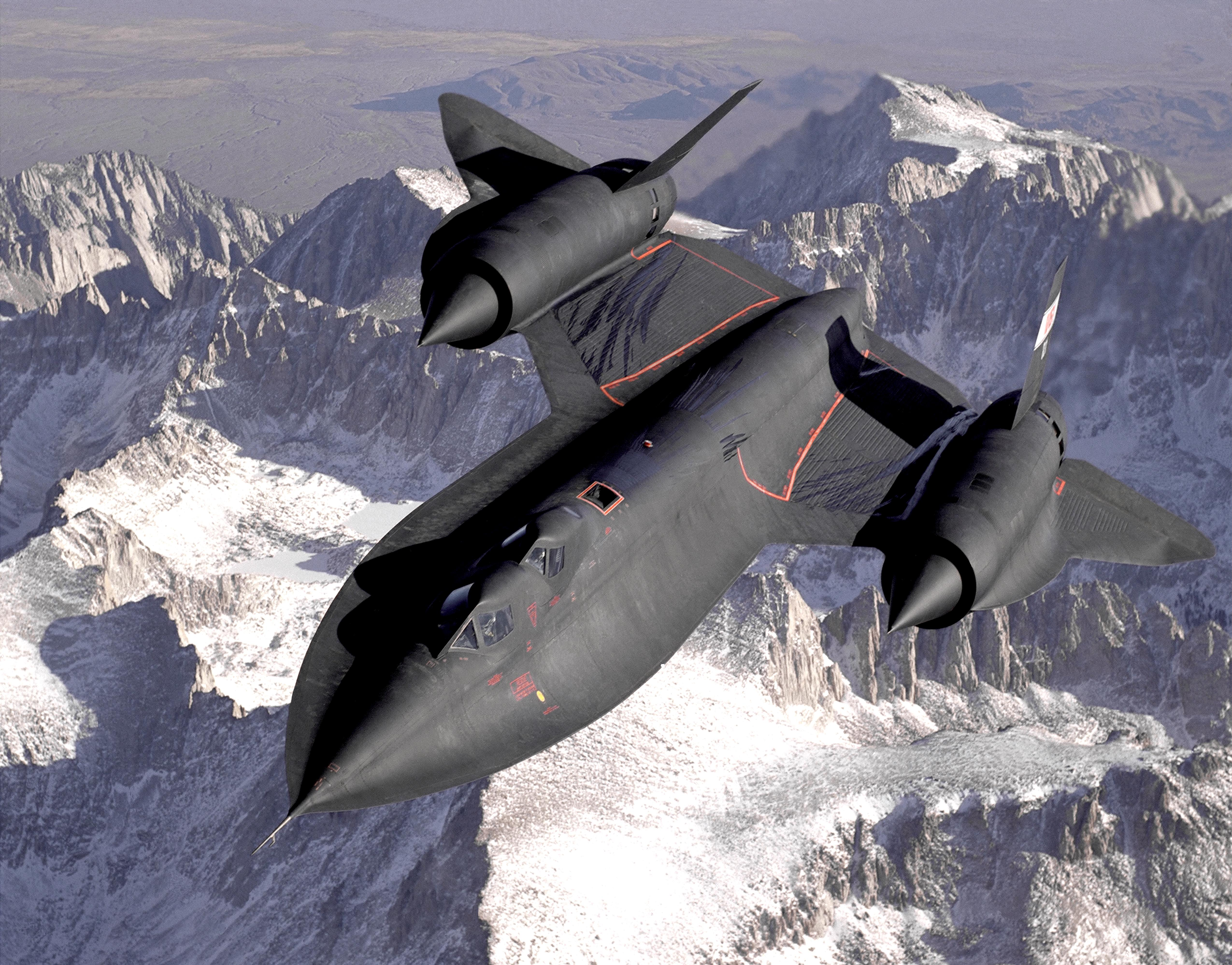
Lockheed SR-71 Blackbird

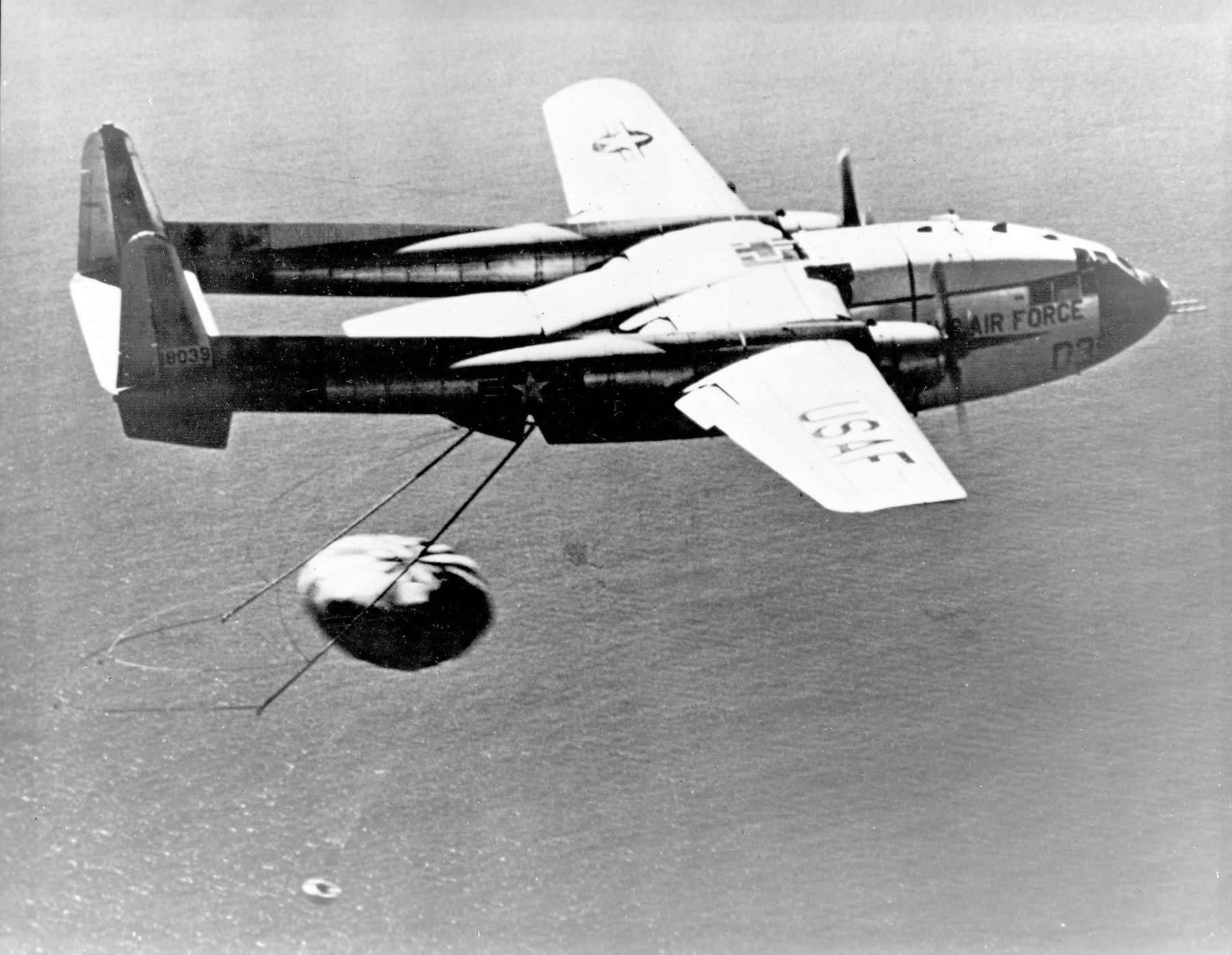
Speciálně upravený C-119J Flying Boxcar zachycuje kapsli ze satelitu Corona

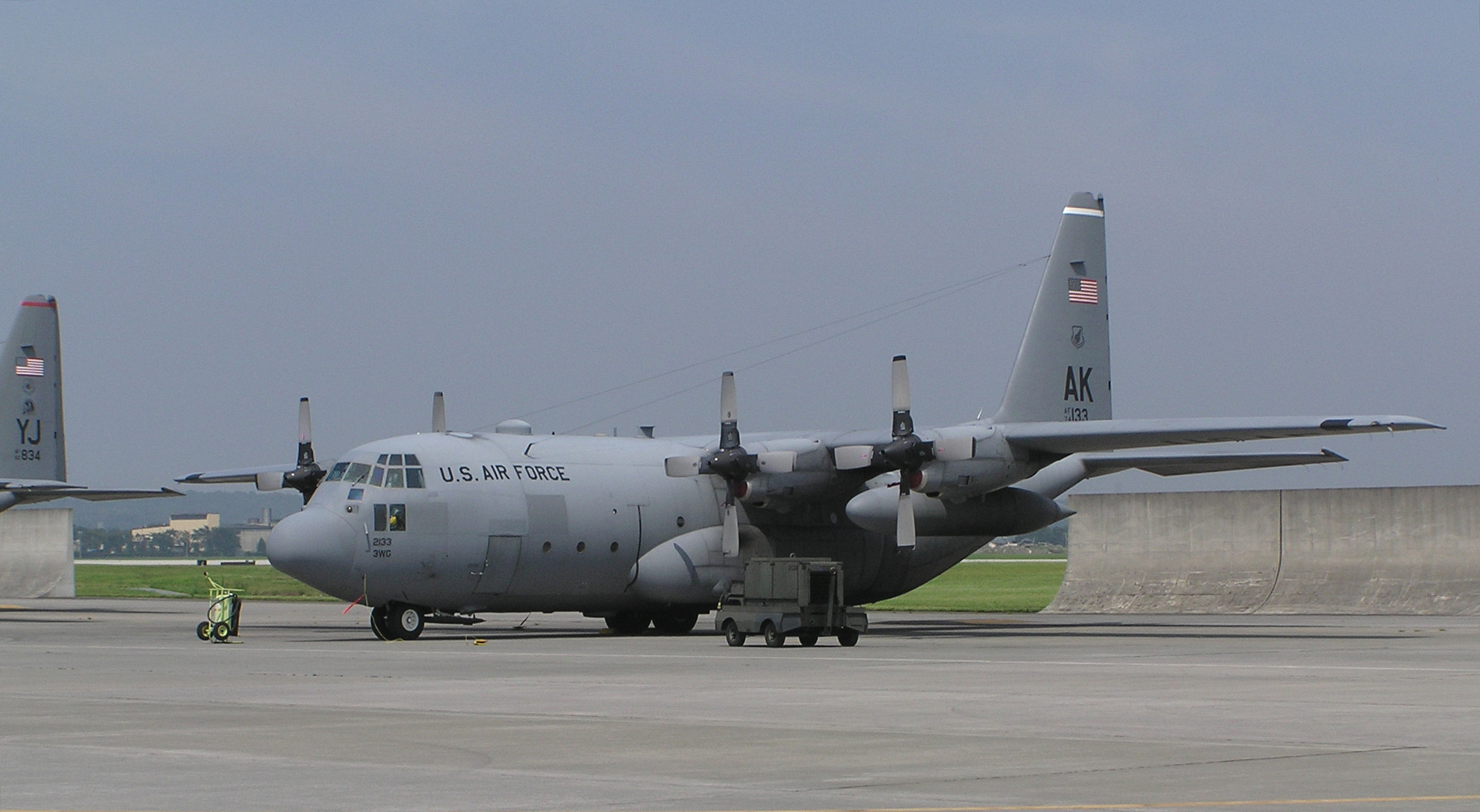
C-130 Hercules

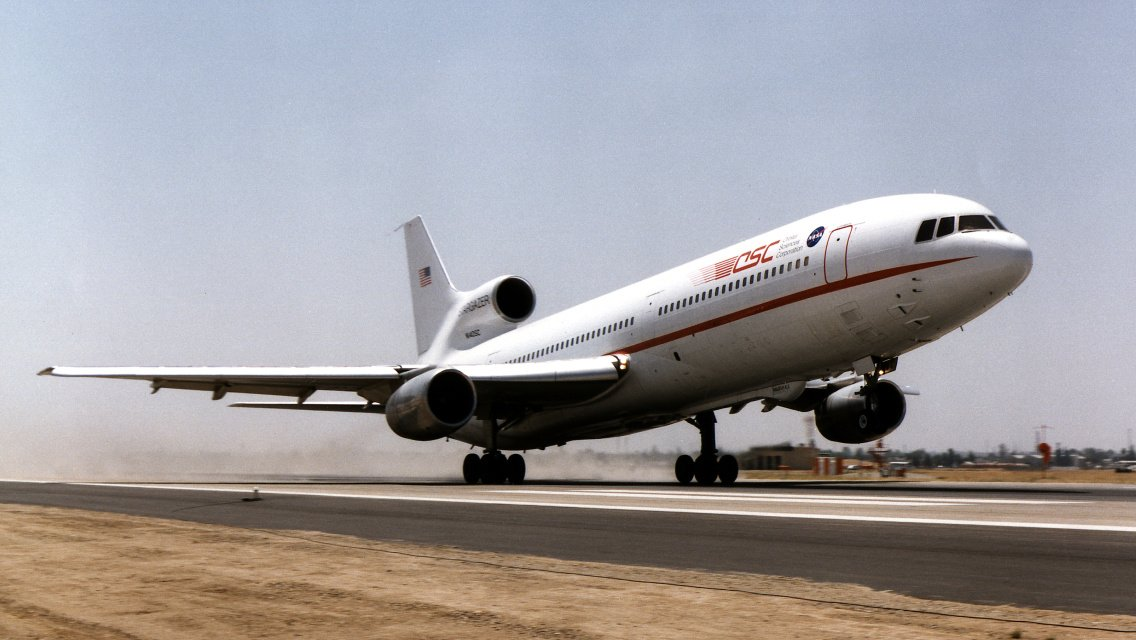
L-1011 Tristar

Kořeny společnosti Lockheed sahají až k počátku minulého století - v roce 1912 bratři Lougheadové založili společnost Alco Hydro-Aeroplane Company. Prvním postupovým cílem bylo postavení jednomotorového hydroplánu označovaného jako Model G. Společnost ovšem nevydržela dlouho a vyhlásila v roce 1913 bankrot. O tři roky později vznikla Loughead Aircraft Manufacturing Company, která vydržela až do roku 1921. Allan Loughead měl po krk neustálých problémů s výslovností svého jména a změnil pravopis svého jména na foneticky bližší Lockheed a v roce 1926 konečně vznikla společnost Lockheed. Není bez zajímavosti, že na počátku Allan spolupracoval s Johnem Northropem, který po čase založil známou společnost Northrop (dnes Northrop Grumman). V roce 1928 nahradil odcházejícího „Jacka“ Northropa Gerald Vultee.
Asi nejznámějším typem z tohoto období historie společnosti je celodřevěný hornoplošník Lockheed Vega, který se proslavil svou rychlostí a několika rekordními lety. Wiley Post s letounem Vega pokřtěným na Winnie Mae obletěl svět za necelých osm dní.

## Léta třicátá a druhá světová válka
Třicátá léta pro společnost Lockheed znamenala především příchod dvou nových zaměstnanců, kteří svůj osud se společností spojili na několik desetiletí a významným způsobem ovlivnili její vývoj. Byli to Hall Hibbard a Clarence L. Johnson, přezdívaný „Kelly“. Johnson později stál u zrodu divize Skunk Works.
Druhá světová válka znamenala pro Lockheed licenční výrobu létajících pevností Boeing B-17 Flying Fortress. Zřejmě nejslavnějším typem z této doby je záchytný stíhač P-38 Lightning a čtyřmotorový transportní letoun C-69 Constellation, jehož civilní provedení používalo po druhé světové válce mnoho leteckých dopravců po celém světě.

## Skunk Works
V roce 1943 začal Johnson pracovat na projektu XP-80, což byl pokusný projekt letadla s proudovým pohonem. Johnson požadoval vysoký stupeň nezávislosti na ostatních částech společnosti a dosti odlišné pracovní postupy, což vedlo k vyčlenění jeho pracovní skupiny ze struktury společnosti a později k založení zvláštní divize. Název Skunk Works je neoficiální, oficiálně se tato divize jmenuje Advanced Development Products, ale Skunk Works je registrovanou značkou a používání tohoto termínu je široce rozšířeno.
Divize Skunk Works slouží primárně k urychlenému a efektivnímu návrhu, vývoji a stavbě prototypů využívajících nové technologie a postupy - po ukončení výroby a testů se předává dokumentovaný prototyp do výroby ostatním částem společnosti. Jedinými výjimkami byly projekty Aquatone a Oxcart, kdy v rámci zajištění utajení divize Skunk Works zajišťovala i výrobu.

## Poválečná léta a studená válka
Po válce Lockheed vyrobil několik slavných typů letadel. Jmenujme alespoň čtyřmotorový transportní hornoplošník C-130 Hercules - letadlo, které létá již od roku 1954 a jehož výroba stále běží. Firma vyráběla několik typů stíhacích a bitevních letadel - F-80 Shooting Star, F-94 Starfire, F-104 Starfighter. Nelze nevzpomenout slavné špionážní letadlo U-2, v němž byl 1. května 1960 nad Sovětským svazem sestřelen Gary Powers, a jeho nástupce SR-71 Blackbird. Právě již zmíněná divize Skunk Works vyrobila mnoho průkopnických a experimentálních prototypů, díky kterým je Lockheed znám. Mimo zmíněných připomeňme práce na projektu Have Blue, jehož výsledkem je využití technologií zaměřených na snížení radarového průřezu známé jako stealth u bombardéru F-117 Nighthawk.
Lockheedu patří ještě jedno prvenství - v roce 1958 jako první vyrobil atestovaný zapisovač letových dat, takzvanou černou skříňku. Společnost mimo letadel vyvinula rakety Agena a Polaris, podílela se na projektu Viking.
Mezi červnem 1959 a květnem 1972 byl v provozu satelitní systém Corona, určený ke špionáži Číny a SSSR.
Satelity používaly speciální kontejner s filmem pro uchování snímků. Po zaplnění byl kontejner odeslán zpět na zem, kde musel být odchycen speciálně upraveným letadlem před dopadem na zem.

## Od konce studené války po současnost
V roce 1995 se společnosti Lockheed a Martin Marietta spojily, nová společnost nese název Lockheed Martin. Lockheed Martin v současné době pracuje na programu F-35 nazvaném Joint Strike Fighter. JSF je společná platforma pro využití v námořnictvu i v armádě ve Spojených státech a Velké Británii. Kromě toho pracuje na dálkově ovládaném stealth letadle Cormorant (Kormorán).